# Шельхас, Пауль
Пауль Шельхас (нем. Paul Schellhas; 16 ноября 1859, Берлин — 25 марта 1945, Берлин) — немецкий учёный, внёсший значительный вклад в изучение цивилизации майя.

## Биография
Родился в Берлине в семье коммерсанта Юлиуса Шельхаса. Получил профессию адвоката. После изучения юриспруденции в Берлине, в 1884 году получил докторскую степень. Сначала работал адвокатом, затем около 1900 года был назначен судьёй окружного суда Шарлоттенбурга, а после выхода в отставку стал советником окружного суда.
В качестве хобби сначала изучал египетскую иероглифическую письменность, однако затем на него произвёл сильное впечатление так называемый Дрезденский кодекс — иллюстрированная рукопись народа майя, хранящаяся в Саксонской государственной библиотеке в Дрездене.
С тех пор он посвятил свои усилия расшифровке письменности майя. В этом начинании он получил значительную поддержку от Эрнста Фёрстеманна. В период с 1892 по 1904 год им было выявлено около 30 богов майя, которых он снабдил именами.
Поскольку около 90 % письменности майя (на 2021 год) поддаётся интерпретации, предположение Шельхаса о том что письменность майя была идеографической, считается ошибочным. Однако это ни в коей мере не умаляет его исследовательский вклад, который, напротив, продолжает пользоваться большим признанием как вклад в расшифровку письменности. Например, Шельхас уже в самом начале исследования письменности майя рекомендовал внимательно исследовать тексты на погребальной керамике и указывал на возможность интерпретации живописных надписей на каменных памятниках как собственных имён погребённых людей. Именно по этому пути исследования письменности в итоги пошли такие учёные как Генрих Берлин, Татьяна Авенировна Проскурякова и Майкл Ко.
Является автором научной статьи «Дешифровка письма майя — неразрешимая проблема?», после ознакомления с которой в конце 1940-х годов, советский учёный Юрий Валентинович Кнорозов, приступил к работе по дешифровке письменности этого языка. Которая в итоге привела к успеху.
Погиб в 1945 году во время боев за Берлин. Похоронен в воинском захоронении на Целендорфском лесном кладбище.